# Heinz Brill
Heinz Brill (* 3. Juli 1940 in Göttingen) ist ein deutscher Politikwissenschaftler.

## Leben
Brill ist Sohn eines Eisenbahners. Nach dem Besuch der Volksschule 1946–1955 absolvierte er zunächst eine Maurerlehre, die er mit der Gesellenprüfung 1958 abschloss. Im selben Jahr trat er in die Luftwaffe der Bundeswehr ein, in der er von 1958 bis 1961 als Soldat in Lindau/Bodensee diente; als Stabsunteroffizier der Reserve schied er aus. Er absolvierte die Abendschule für Berufstätige in Göttingen (Erwerb des Realschulabschlusses per Fremdenprüfung 1964), arbeitete an der Universitätsbibliothek Göttingen und hielt sich für Sprachstudien im englischen Kingston-upon-Thames, später in London, auf. Außerdem besuchte er als Reserveoffizieranwärter die Offizierschule der Luftwaffe (OSLw) in Neubiberg bei München; 1965 wurde er zum Leutnant der Reserve befördert.
1966 legte er beim Fachprüfer Peter von Oertzen in Göttingen die Begabtenprüfung ab. An der Universität Göttingen war er zunächst Gasthörer und studierte dann ab dem Wintersemester 1966/67 Sozialwissenschaften (Politik, Verfassungsgeschichte und Soziologie). 1970 wurde er Stipendiat der Studienstiftung des deutschen Volkes (später auch Promotionsstipendiat) und wechselte an die Universität Freiburg im Breisgau. Während dieser Zeit besuchte er u. a. die Internationalen Hochschulwochen in Alpbach und wurde Absolvent des Politischen Seminars der Politischen Akademie Eichholz bei Bonn.
1972 schloss er an der Universität Freiburg i.Br. sein Grundstudium mit dem Magister artium (M.A.) ab. Die Magisterarbeit „Staatslehre als Wirklichkeitswissenschaft (Hermann Heller)“ wurde von Wilhelm Hennis betreut.  Mit den Vorarbeiten seiner späteren Dissertation war er u. a. im Militärgeschichtlichen Forschungsamt in Freiburg i.Br. tätig.
Um die Forschungsbedingungen an einer Universitätsneugründung kennenzulernen, schrieb er sich 1972 für ein Aufbaustudium an der Universität Konstanz ein, welches er 1974 mit dem Grad des Lizentiaten (Lic. rer. soc.) abschloss. Als Rahmenthema für seine spätere Dissertation bearbeitete er als Lizentiatenarbeit: Die geostrategischen Interessen der USA, Großbritanniens, Frankreichs und der Sowjetunion gegenüber Zentraleuropa und die westdeutschen Optionsmöglichkeiten.
1974 wurde er Doktorand an der Georg-August-Universität Göttingen, wo er 1977 bei Ernst-August Roloff an der Wirtschafts- und Sozialwissenschaftlichen Fakultät mit der sozialwissenschaftlichen Dissertation Das Problem einer wehrpolitischen Alternative für Deutschland. Die Auseinandersetzungen um die wehrpolitischen Alternativvorschläge des Obersten Bogislaw von Bonin (1952–1955). Ein Beitrag zur Entstehungsgeschichte der Bundeswehr zum Dr. disc. pol. promoviert wurde. Danach war er Wissenschaftlicher Angestellter am Seminar Wissenschaft von der Politik der Universität Göttingen.
Parallel zu den einzelnen Studienphasen erfolgten Dozenturen. 1970 absolvierte er einen Lehrgang für Lehroffiziere Didaktik an der Truppenschule der Luftwaffe (TrSLw) in Iserlohn. 1972/73 wurde er im Dienstgrad Hauptmann der Reserve Dozent für Internationale Politik/Außen- und Sicherheitspolitik der Bundesrepublik Deutschland an der Stabsakademie der Bundeswehr in Hamburg. Während dieser Zeit schrieb er sich als Gasthörer an der Universität in Hamburg ein. 1974 wurde er, im Dienstgrad Major der Reserve, Lehrstabsoffizier an der Offizierschule der Luftwaffe in Neubiberg (1971 bereits Lehroffizier) sowie 1975/76 und 1980/81 Dozent und Lehrstabsoffizier für Geopolitik/Geostrategie an der Führungsakademie der Bundeswehr (FüAkBw) in Hamburg.
Von 1978 bis 1997 war er Wissenschaftlicher Mitarbeiter im Amt für Studien und Übungen der Bundeswehr in Bensberg bei Köln. In dieser Dienststellung erarbeitete er sicherheitspolitische Analysen und Entscheidungshilfen für die ministerielle Planung und Führung.
1984 wurde er zum Oberstleutnant der Reserve befördert.
1985 erfolgte die Ernennung zum Wissenschaftlichen Rat und die Übernahme in das Beamtenverhältnis.
Ab 1993 war er Wissenschaftlicher Direktor und stellvertretender Fachbereichsleiter für Sicherheitspolitik im dortigen Zentralen Forschungs- und Studienbereich (ZFSB).
1983 wurde er Mitarbeiter der Österreichischen Militärischen Zeitschrift (ÖMZ). Brill wirkte als Lehrbeauftragter für Internationale Politik an der Universität Göttingen (1977–1996), der Universität zu Köln (1991–2002), der Julius-Maximilians-Universität Würzburg (2003/04) und als Referent für Sicherheitspolitik an zahlreichen Institutionen der Erwachsenenbildung (1970–2013).
Er ist verheiratet.

## Auszeichnungen
- Wissenschaftspreis des Deutschen Bundeswehr-Verbandes (1990)
- Ehrenkreuz der Bundeswehr in Gold (1996)

## Schriften (Auswahl)
- Dokumentation Bogislaw von Bonin: „Opposition gegen Adenauers Sicherheitspolitik“, Verlag Neue Politik, Hamburg 1976. ISBN 3-92 1593-01-8.

- Bogislaw von Bonin im Spannungsfeld zwischen Wiederbewaffnung – Westintegration – Wiedervereinigung. 2 Bände, Nomos-Verlag, Baden-Baden 1987/89.

- Band 1: Ein Beitrag zur Entstehungsgeschichte der Bundeswehr, 1952–1955 (= Militär, Rüstung, Sicherheit. Bd. 49). 1987, ISBN 3-7890-0673-4.
- Band 2: Beiträge zur Entstehungsgeschichte der Bundeswehr. Dokumente und Materialien (= Militär, Rüstung, Sicherheit. Bd. 52). 1989, ISBN 3-7890-1828-7.

- Libyens Außen- und Sicherheitspolitik. Moamar el Gaddafis Motive und Visionen (= Militär, Rüstung, Sicherheit. Bd. 53). Nomos-Verlag, Baden-Baden 1988, ISBN 3-7890-1585-7.
- Die Republik Südafrika im Spannungsfeld interner, regionaler und globaler Konflikte.  Geopolitische und geostrategische Aspekte einer Krisenregion. Nomos-Verlag, Baden-Baden 1991, ISBN 3-7890-2122-9.
- Geopolitik heute. Deutschlands Chance? Frankfurt/M.; Berlin: Ullstein, 1994, ISBN 3-550-07064-0.
- Geopolitische Analysen. Beiträge zur deutschen und internationalen Sicherheitspolitik (1974–2008). Neubearbeitete und erweiterte 2. Auflage, Biblio-Verlag, Bissendorf 2008, ISBN 3-7648-2386-0 (erste Auflage 2005).
- Der Ukraine-Konflikt. Positionen – Konfliktfelder – Lösungsvorschläge. In: ÖMZ, 01/2016, S. 22–31. ISSN 0048-1440.
- Geopolitische Grundbegriffe als Forschungsaufgabe. In: ÖMZ, 01/2022, S. 3–17. ISSN 0048-1440.
- Die Sicherung des eurasischen Randlandes. Ein Grundprinzip anglo-amerikanischer Geopolitik. In: ÖMZ, 06/2024, S. 691–699. ISSN 0048-1440.